# Iwan Jefimowitsch Woronajew
Iwan Jefimowitsch Woronajew (russisch Иван Ефимович Воронаев, englisch Ivan Voronaev transkribiert; * 16. April 1885 im Gouvernement Orenburg, Russisches Kaiserreich; † 5. November 1937 in der Sowjetunion) war eine wichtige Schlüsselfigur in der Verbreitung der Pfingstbewegung in der Sowjetunion. Die Gründung der deutschen Bruderschaft der Freien Evangeliums Christen Gemeinden (BFECG) geht unter anderem auf seine Initiative zurück.

## Leben
Der in Russland geborene Iwan Woronajew hieß eigentlich Nikita Petrowitsch Tscherkassow. Den neuen Namen bekam er, als er mit einem fremden Pass flüchten musste. Woronajew hatte neun Geschwister. Seine fünf Brüder starben im Kriegsdienst für den Zaren. Auch er wurde einberufen. In der Kaserne besuchte er einen Gottesdienstes in einer Baptistengemeinde.
Religiöse Unterdrückungen veranlassten Woronajew, im Jahr 1911 Russland mit seiner Frau und seinen beiden Kindern zu verlassen. Um während seiner Flucht nicht erkannt zu werden, bekam er von einem Freund einen neuen Pass mit seinem heute bekannten Namen. Nach einigen Wohnortwechseln von Ostsibirien bis Fernost, über China und Japan gelangten sie in die USA.
In San Francisco wurde er Pastor einer russischen Baptistenkirche. Von 1912 bis 1915 studierte er im Theological Seminary in Berkeley.
Zugleich arbeitete er als Baptistenmissionar in Los Angeles von 1913 bis 1916 und später in Seattle von 1916 bis 1917. Hier teilte er das Kirchengebäude mit dem amerikanischen Prediger Ernest Williams, einem prominenten Führer der Assemblies of God. Williams führte Woronajew in die pfingstliche Lehre ein.
Im Jahre 1917 zog Woronajew mit der Familie nach New York und diente bis 1919 als Pastor der dortigen russischen Baptistenkirche.
Zusammen mit zwanzig russischen Baptisten gründete er am 1. Juli 1919 die erste russische Pfingstgemeinde in New York. Die Gottesdienste begannen in der Emmanuel Presbyterian Church, wo sich in den darauf folgenden Monaten eine wachsende Zahl von Russen, Ukrainern und Polen bekehrten und getauft wurden.
Er beschloss in seine Heimat zurückzukehren. Die Familie fuhr zuerst mit dem Schiff nach Griechenland. Von dort aus reisten sie in die Türkei.
Die biblische Praxis der Fußwaschung lernte Woronajew bei den türkischen Glaubensgeschwistern der adventistischen Gemeinde kennen und er nahm die Fußwaschung in die Gemeindeordnung auf.
In Bulgarien gründete Woronajew bei einem Aufenthalt von neun Monaten weitere 18 Gemeinden. Von dort gelangte er mit seiner Familie mit einem Schiff nach Odessa. Einer Stadt der heutigen Ukraine und damaligen UdSSR. Dort entwickelte sich 1921 unter Woronajews Führung eine Pfingstgemeinde.
Angebliche Wunder, die das Wirken Woronajews begleiteten, weckten das Interesse vieler Zuhörer. 1924 gab es in der Ukraine 60 Gemeinden und 1925 150 Gemeinden. Bis 1929 stieg die Zahl auf 400 Gemeinden mit 25.000 Mitgliedern.
Es folgte zunehmend politische Verfolgung. Woronajew wurde mit anderen Leitern festgenommen und in ein Arbeitslager gebracht. Aus Angst vor Verfolgung flohen drei seiner Kinder in die USA, da sie die US-Staatsbürgerschaft besaßen.
Als Nächstes wurden auch seine Frau Katerina und der älteste Sohn festgenommen. 1937 wurde Woronajew in der Gefangenschaft hingerichtet. Seine Frau konnte 20 Jahre später in die USA ausreisen.